# Disney Digital 3-D
Disney Digital 3-D est la marque sous laquelle la société The Walt Disney Company promeut le cinéma en relief pour ses productions utilisant cette technologie.
La technologie est basée sur la projection en stéréoscopie de film et nécessite des lunettes polarisées pour apprécier les éléments en relief.

## Historique

### 1953 à 2005: Avant la création du label
Avant la création de ce label, Disney avait déjà produit deux courts-métrages en 1953 avec la technologique de l'époque : Melody et Les Cacahuètes de Donald.
Mais le studio utilisait surtout la 3D pour des films utilisé dans des attractions de ces divers parcs : Jamboree, Magic Journeys, Captain Eo, Muppet's Vision 3D, Chérie, j'ai rétréci le public, It's Tough to be a Bug! et Mickey's PhilharMagic.
Puis en 2003, le studio commence a produire des films pour le cinéma via sa filiale Dimension Films et utilisant les technologies récentes, notamment Spy Kids 3 : Mission 3D et Les Aventures de Shark Boy et Lava Girl.

### Depuis 2005:  Disney Digital 3-D
Le label est lancé en 2005 avec la sortie du film Chicken Little au cinéma, première production originale du studio Disney au format 3D.
Le deuxieme label est lancé en 2006 avec la sortie du film The Wild au cinéma, deuxième production originale du studio Disney au format 3D.
L'année suivante, le studio diffuse son premier court-métrage et long-métrage 2D remastérisé dans ce format avec la ressortie au cinéma de Knick Knack et de L'Étrange Noël de monsieur Jack.
En novembre 2007, Tim Burton signe avec Disney pour réaliser deux films avec la technologie 3D dont la nouvelle adaptation d'Alice au pays des merveilles.
En 2008, avec la sortie au cinéma de Hannah Montana et Miley Cyrus : Le Film concert évènement, le studio propose pour la première fois un concert au format 3D. Ce film signe aussi la première production 3D du studio avec des personnes réelles ainsi que sa première production à sortir au format 3D en vidéo.
le studio sort le court-métrage Tokyo Martin, diffusé avant Volt, star malgré lui, c'est le premier court-métrage original du studio à sortir au format 3D.
En 2009, le studio sort le film Mission-G, qui peut être considéré comme sa première production en prise de vue réelle étant donné que les précédentes sorties n'étaient pas des films de fictions. La même année, Jonas Brothers : Le concert événement est le premier film du studio à sortir également au format IMAX 3-D.

## Films

### Films dans ce format
| Titre                                                     | Sortie | Notes |
| --------------------------------------------------------- | ------ | --- |
| Chicken Little                                            | 2005   | Premier film en images de synthèse en Disney Digital 3-D.                                                        |
| The Wild                                                  | 2006   | Deuxieme film en images de synthèse en Disney Digital 3-D.                                                       |
| Bienvenue chez les Robinson                               | 2007   | Film en images de synthèse.                                                                                      |
| Hannah Montana et Miley Cyrus : Le Film concert évènement | 2008   | Concert enregistré en 3-D. Premier film en Disney Digital 3-D à sortir en 3-D sur support vidéo.                 |
| Volt, star malgré lui                                     | 2008   | Film en images de synthèse.                                                                                      |
| Jonas Brothers : Le concert événement                     | 2009   | Concert enregistré en 3-D. Premier film en Disney Digital 3-D à aussi sortir en IMAX 3-D.                        |
| Là-haut                                                   | 2009   | Premier film de Pixar en Disney Digital 3-D.                                                                     |
| Mission-G                                                 | 2009   | Premier film en prise de vues réelle en Disney Digital 3-D.                                                      |
| X-Games 3D: The Movie                                     | 2009   | Documentaire filmé en 3-D.                                                                                       |
| Le Drôle de Noël de Scrooge                               | 2009   | Film en images de synthèse.                                                                                      |
| Alice au pays des merveilles                              | 2010   | Film en prise de vues réelle.                                                                                    |
| Toy Story 3                                               | 2010   | Film en images de synthèse.                                                                                      |
| Raiponce                                                  | 2010   | Film en images de synthèse.                                                                                      |
| Tron : L'Héritage                                         | 2010   | Film en prise de vues réelle.                                                                                    |
| Milo sur Mars                                             | 2011   | Film en images de synthèse.                                                                                      |
| Pirates des Caraïbes : La Fontaine de jouvence            | 2011   | Film en prise de vues réelle.                                                                                    |
| Cars 2                                                    | 2011   | Film en images de synthèse.                                                                                      |
| John Carter                                               | 2012   | Film en prise de vues réelle.                                                                                    |
| Rebelle                                                   | 2012   | Film en images de synthèse.                                                                                      |
| Frankenweenie                                             | 2012   | Film en images de synthèse.                                                                                      |
| Clochette et le Secret des fées                           | 2012   | Film en images de synthèse. Sortie en Disney Digital 3-D dans une sélection de pays.                             |
| Les Mondes de Ralph                                       | 2012   | Film en images de synthèse.                                                                                      |
| Le Monde fantastique d'Oz                                 | 2013   | Film en prise de vues réelle.                                                                                    |
| Monstres Academy                                          | 2013   | Film en images de synthèse.                                                                                      |
| Planes                                                    | 2013   | Film en images de synthèse.                                                                                      |
| La Reine des neiges                                       | 2013   | Film en images de synthèse.                                                                                      |
| Clochette et la Fée pirate                                | 2014   | Film en images de synthèse. Sortie en Disney Digital 3-D dans une sélection de pays.                             |
| Maléfique                                                 | 2014   | Film en prise de vues réelle.                                                                                    |
| Planes 2                                                  | 2014   | Film en images de synthèse.                                                                                      |
| Les Nouveaux Héros                                        | 2014   | Film en images de synthèse.                                                                                      |
| Clochette et la Créature légendaire                       | 2015   | Film en images de synthèse. Sortie en Disney Digital 3-D dans une sélection de pays.                             |
| Vice-versa                                                | 2015   | Film en images de synthèse.                                                                                      |
| Le Voyage d'Arlo                                          | 2015   | Film en images de synthèse.                                                                                      |
| The Finest Hours                                          | 2016   | Film en prise de vues réelle.                                                                                    |
| Zootopie                                                  | 2016   | Film en images de synthèse.                                                                                      |
| Le Livre de la jungle                                     | 2016   | Film en prise de vues réelle.                                                                                    |
| Alice de l'autre côté du miroir                           | 2016   | Film en prise de vues réelle.                                                                                    |
| Le Monde de Dory                                          | 2016   | Film en images de synthèse.                                                                                      |
| Le Bon Gros Géant                                         | 2016   | Film en prise de vues réelle. En Disney Digital 3-D seulement dans les pays où le film est distribué par Disney. |
| Peter et Elliott le dragon                                | 2016   | Film en prise de vues réelle.                                                                                    |
| Vaiana : La Légende du bout du monde                      | 2016   | Film en images de synthèse.                                                                                      |
| La Belle et la Bête                                       | 2017   | Film en prise de vues réelle.                                                                                    |
| Pirates des Caraïbes : La Vengeance de Salazar            | 2017   | Film en prise de vues réelle.                                                                                    |
| Cars 3                                                    | 2017   | Film en images de synthèse.                                                                                      |
| Coco                                                      | 2017   | Film en images de synthèse.                                                                                      |
| Un raccourci dans le temps                                | 2018   | Film en prise de vues réelle.                                                                                    |
| Les Indestructibles 2                                     | 2018   | Film en images de synthèse.                                                                                      |
| Ralph 2.0                                                 | 2018   | Film en images de synthèse.                                                                                      |
| Aladdin                                                   | 2019   | Film en prise de vues réelle.                                                                                    |
| Toy Story 4                                               | 2019   | Film en images de synthèse.                                                                                      |
| Le Roi lion                                               | 2019   | Film en images de synthèse.                                                                                      |
| La Reine des neiges 2                                     | 2019   | Film en images de synthèse.                                                                                      |

### Films remastérisés dans ce format
| Titre                           | Sortie initiale | Sortie en 3-D | Notes                            |
| ------------------------------- | --------------- | ------------- | -------------------------------- |
| L'Étrange Noël de monsieur Jack | 1993            | 2006          | film d'animation en volume.      |
| Toy Story                       | 1995            | 2009          | Film en images de synthèse.      |
| Toy Story 2                     | 1999            | 2009          | Film en images de synthèse.      |
| Le Roi lion                     | 1994            | 2011          | Film d'animation traditionnelle. |
| La Belle et la Bête             | 1991            | 2012          | Film d'animation traditionnelle. |
| Le Monde de Nemo                | 2003            | 2012          | Film en images de synthèse.      |
| Monstres et Cie                 | 2001            | 2012          | Film en images de synthèse.      |
| La Petite Sirène                | 1989            | 2013          | Film d'animation traditionnelle. |

## Courts-métrages

### Courts-métrages dans ce format
| Titre                                          | Sortie | Diffusé avant                        |
| ---------------------------------------------- | ------ | ------------------------------------ |
| Tokyo Martin                                   | 2008   | Volt, star malgré lui                |
| Passages nuageux                               | 2009   | Là-haut                              |
| Jour Nuit                                      | 2010   | Toy Story 3                          |
| Vacances à Hawaï                               | 2011   | Cars 2                               |
| Le Mariage de Raiponce                         | 2012   | La Belle et la Bête (sortie 3-D)     |
| La Luna                                        | 2012   | Rebelle                              |
| Rex, le roi de la fête                         | 2012   | Le Monde de Nemo (sortie 3-D)        |
| Paperman                                       | 2012   | Les Mondes de Ralph                  |
| Le Parapluie bleu                              | 2013   | Monstres Academy                     |
| À cheval !                                     | 2013   | La Reine des neiges                  |
| Le Festin                                      | 2014   | Les Nouveaux Héros                   |
| Lava                                           | 2015   | Vice-versa                           |
| Sanjay et sa super équipe                      | 2015   | Le Voyage d'Arlo                     |
| Piper                                          | 2016   | Le Monde de Dory                     |
| Raison, Déraison                               | 2016   | Vaiana : La Légende du bout du monde |
| Lou                                            | 2017   | Cars 3                               |
| La Reine des neiges : Joyeuses Fêtes avec Olaf | 2017   | Coco                                 |

### Courts-métrages remastérisés dans ce format
| Titre                                          | Sortie initiale | Sortie en 3-D | Diffusé avant                                |
| ---------------------------------------------- | --------------- | ------------- | -------------------------------------------- |
| Knick Knack                                    | 1989            | 2006          | L'Étrange Noël de monsieur Jack (sortie 3-D) |
| Les Cacahuètes de Donald                       | 1953            | 2007          | Bienvenue chez les Robinson                  |
| Drôles d'oiseaux sur une ligne à haute tension | 2000            | 2012          | Monstres et Cie (sortie 3-D)                 |